# جنیفر لوئیس
جنیفر لوئیس (انگلیسی: Jenifer Jeanette Lewis؛ زادهٔ ۲۵ ژانویهٔ ۱۹۵۷) یک بازیگر سینما، کمدین و خواننده اهل ایالات متحده آمریکا است. وی از سال ۱۹۷۹ میلادی تاکنون مشغول فعالیت بوده‌است.

## گزیده فیلمشناسی
از فیلم‌ها یا برنامه‌های تلویزیونی که وی در آن نقش داشته‌است می‌توان به آثار زیر اشاره کرد.
- ساحل (۱۹۸۸)
- راهبه بدلی (۱۹۹۲)
- عدالت شاعرانه (۱۹۹۳)
- چه ربطی به عشق دارد؟ (۱۹۹۳)
- مترومن (۱۹۹۳)
- راهبه بدلی ۲: بازگشت به عادت (۱۹۹۳)
- بلوز مخفی (۱۹۹۳)
- لرزش، تق تق و راک! (۱۹۹۴)
- دختر ۶ (۱۹۹۶)
- همسر واعظ (۱۹۹۶)
- توانا (۱۹۹۸)
- مردان اسرارآمیز (۱۹۹۹)
- انفجاری از گذشته (۱۹۹۹)
- لیتل ریچارد (۲۰۰۰)
- دورافتاده (۲۰۰۰)
- برادران (۲۰۰۱)
- جوانا من (۲۰۰۲)
- آنتوان فیشر (۲۰۰۲)
- داستان کوسه (۲۰۰۴)
- ماشین‌ها (انیمیشن) (۲۰۰۶)
- متخصص قلب (۲۰۰۶)
- شاهزاده خانم و قورباغه (۲۰۰۹)
- آخرت (۲۰۱۰)
- ماشین‌ها ۲ (۲۰۱۱)
- پنج (۲۰۱۱)
- سخنران عروسی (۲۰۱۵)
- ماشین‌ها ۳ (۲۰۱۷)
- خیال باطل (۱۹۹۲)
- دوستان (مجموعه تلویزیونی) (۱۹۹۴)
- امور خانوادگی (۲۰۰۲)
- بوستون لیگال (۲۰۰۷–۰۸)
- کلیولند شو (۲۰۱۱)
- بابای آمریکایی! (۲۰۱۱)